# Basispunt
Een basispunt (soms aangeduid als bp of ‱) is een eenheid die gelijk is aan 0,01 procentpunt. De term basispunt wordt vaak gebruikt om veranderingen van minder dan 1 procentpunt uit te drukken. Het vermijdt net als de term procentpunt de ambiguïteit tussen relatieve en absolute veranderingen in rentestanden, maar kan handig zijn bij kleine veranderingen.
Voorbeeld: een stijging van 40 basispunten op een rente van 4,3% betekent dat die rente naar 4,7% gaat.
Het is in de financiële sector gangbaar om het aantal basispunten te gebruiken om een verandering in de rentestand van financiële instrumenten, of het verschil (Engels: spread) tussen twee rentetarieven aan te duiden. De term basispunt wordt ook gebruikt voor het berekenen van veranderingen in aandelenindices en om het rendement op vastrentende obligaties uit te drukken. 
Aangezien bepaalde leningen en obligaties veelal worden genoteerd in relatie tot een bepaalde index of tot onderliggende waarden, zullen ze vaak worden genoemd als een verschil met de index. Bijvoorbeeld: van een rentedragende lening van 0,5% procentpunt boven de LIBOR wordt gezegd dat deze 50 basispunten boven LIBOR is.

## Voorbeelden
Een renteverandering van 4% naar 5% betekent een verandering van 1 procentpunt of 100 basispunten. 
Een renteverandering van 5,7% naar 5,9% betekent een verandering van 0,2 procentpunten of 20 basispunten. 
Een renteverandering van 6,55% naar 6,59% betekent een verandering van 0,04 procentpunt of 4 basispunten.
Ook als een onderscheid tussen relatieve en absolute veranderingen niet aan de orde is kan de term basispunt handig zijn bij een klein percentage, bijvoorbeeld een rente van 2 basispunten per dag.